# Simfonija št. 88 (Haydn)
Simfonija št. 88 v G duru, Hob. I:88 « Črka V » Josepha Haydna (1787) je zgrajena iz štirih stavkov:   
- I. Adagio — Allegro
- II. Largo
- III. Menuetto: Allegretto, 3/4
- IV. Allegro con spirito

Okviren čas trajanja: 18 - 24 minut.
Orkester ima 2 flavte, 2 oboe, 2 fagote, 2 roge v G, trobente v G, tympane, godala.